# 北島多一

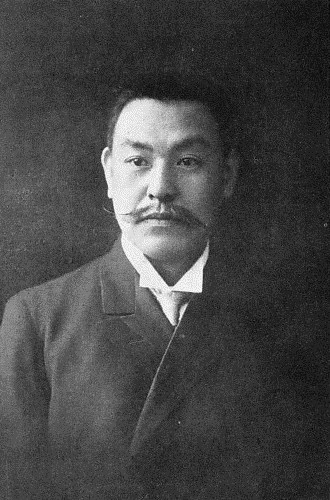
北島多一

北島 多一（きたじま たいち、明治3年6月21日（1870年7月19日） - 1956年（昭和31年）10月11日）は、日本の細菌学者。学位は、医学博士。第2代日本医師会会長。石川県金沢市生まれ。

## 人物
1894年東京帝国大学医科大学を首席で卒業と同時に伝染病研究所に入る。北里柴三郎の右腕として手腕を発揮し、北里の死後、北里研究所所長に就任。伝染病研究所が内務省から文部省に移管され東京大学に合併される時、移管に反対して北里柴三郎所長が辞任。この時、志賀潔をはじめとする研究所の職員全員が一斉に辞表を提出。伝研騒動といわれるこの間に、慶應義塾大学医学部主事になり、慶應医へ移った北里を支える。1928年慶應義塾大学医学部長。蛇、ハブの抗毒血清の製造に成功する。1953年文化功労者。1956年勲三等瑞宝章受章。

## 栄典
位階
- 1914年（大正3年）11月30日 - 従四位[1]

勲章
- 1940年（昭和15年）11月10日 - 勲三等瑞宝章[2]

## 親族
- 父：北島信厚
- 母：北島菊子
- 妻：北島貞子との間に5男1女 - 小池正直の長女
  - 長女：富士見 - 明治31年8月生、男爵橋元正輝に嫁した。其父橋元正明は海軍中将で松島艦長。正輝は慶應大学の出身で三菱本社に勤めていたが、昭和14年4月に病死。
  - 長男：信成 - 明治35年2月生、農業に従事したが昭和14年12月病死。
  - 二男：豊夫 - 明治36年9月生、慶應義塾大学医学部卒業衛生学教室助手となる。
  - 三男：興三 - 明治40年12月生、東京歯科医学専門学校在学中昭和6年8月病死。
  - 四男：達夫 - 明治43年4月生、東京美術学校油画家卒業二科会員。
  - 五男：健吉 - 明治45年3月生、慶應義塾大学法学部卒業大日本製糖株式会社に入社。其後、独立して商業に従事。
- 義父：小池正直 - 男爵、医学博士
- 義弟：小池正晁 - 男爵、医学博士
- 義弟：小池正彪 - 三井銀行常務理事
- 義弟：小池正教 - 農学士
- 義妹：小池泰子 - 井内勇（朝鮮銀行理事） 妻
- 義弟：小池正朝 - 順天堂大学医学部教授、医学博士

## 著書
- 1922年（大正11年） - 『マラリアの予防』 内務省衛生局